# Гречаний провулок (Київ)
Гречаний провулок — провулок у Дарницькому районі міста Києва, селище Бортничі. Пролягає від вулиці Пасічної до вулиці Героїв Зміїного.

## Історія
Виник у середині XX століття під назвою провулок Котовського, на честь радянського військового діяча часів громадянської війни Григорія Котовського.
Сучасна назва — з 2015 року.